# Карл Старфельт
Карл Андерс Теодор Старфельт (швед. Carl Starfelt, нар. 1 червня 1995, Стокгольм, Швеція) — шведський футболіст, центральний захисник іспанської «Сельти» і національної збірної Швеції.

## Ігрова кар'єра

### «Броммапойкарна»
Карл Старфельт народився у Стокгольмі і є вихованцем столичного клубу «Броммапойкарна». Саме у складі цього клубу захисник у березні 2014 року дебютував у Аллсвенскан. А у грудні 2016 Старфельт подовжив свій контракт ще на один рік.

### «Гетеборг»
На початку 2017 на правах вільного агента футболіст уклав трирічну угоду з іншим клубом Аллсвенскан - «Гетеборгом».

### «Рубін»
Але відігравши за «синьо-білих» лише півтора сезону влітку 2019 року Старфельт приєднався до клубу російської Прем'єр-ліги — казанського «Рубіна».
Свій перший матч за казанський клуб Старфельт зіграв у вересні того року у матчі Кубка Росії проти підмосковних «Хімок».

### «Селтік»
У липні 2021 року підписав чотирирічний контракт з шотландським «Селтіком».

### «Сельта»
У серпні 2023 року приєднався до складу іспанської «Сельти».

## Збірна
У жовтні 2020 року Старфельт дебютував у національній збірній Швеції, вийшовши на заміну у товариському матчі проти команди Росії.

## Статистика виступів

### Статистика виступів за збірну
Станом на 9 вересня 2023 року
| Дата       | Місто     | Господарі | Результат | Гості         | Турнір                               | Голи | Примітки |
| ---------- | --------- | --------- | --------- | ------------- | ------------------------------------ | ---- | -------- |
| 8-10-2020  | Москва    | Росія     | 1 – 2     | Швеція        | товариський матч                     | -    |          |
| 11-11-2020 | Бреннбю   | Данія     | 2 – 0     | Швеція        | товариський матч                     | -    | 75'      |
| 31-3-2021  | Стокгольм | Швеція    | 1 – 0     | Естонія       | товариський матч                     | -    |          |
| 5-9-2021   | Стокгольм | Швеція    | 2 – 1     | Узбекистан    | товариський матч                     | -    | 62'      |
| 2-6-2022   | Любляна   | Словенія  | 0 – 2     | Швеція        | Ліга націй УЄФА 2022-2023 - 1-й етап | -    | 45+2'    |
| 16-6-2023  | Стокгольм | Швеція    | 4 – 1     | Нова Зеландія | товариський матч                     | -    |          |
| 9-9-2023   | Таллінн   | Естонія   | 0 – 5     | Швеція        | Відбір до ЧЄ 2024                    | -    | 46'      |
| Усього     |           | Матчів    | 7         |               | Голів                                | 0    |          |

## Титули і досягнення
- Володар Кубка шотландської ліги (2):

«Селтік»: 2021-22, 2022-23
- Чемпіон Шотландії (2):

«Селтік»: 2021-22, 2022-23
- Володар Кубка Шотландії (1):

«Селтік»: 2022-23